# Nages-et-Solorgues
Nages-et-Solorgues is een gemeente in het Franse departement Gard (regio Occitanie). De plaats maakt deel uit van het arrondissement Nîmes. Nages-et-Solorgues telde op 1 januari 2022 2.160 inwoners.

## Geografie
De oppervlakte van Nages-et-Solorgues bedroeg op 1 januari 2022 6,18 vierkante kilometer; de bevolkingsdichtheid was toen 349,5 inwoners per km².

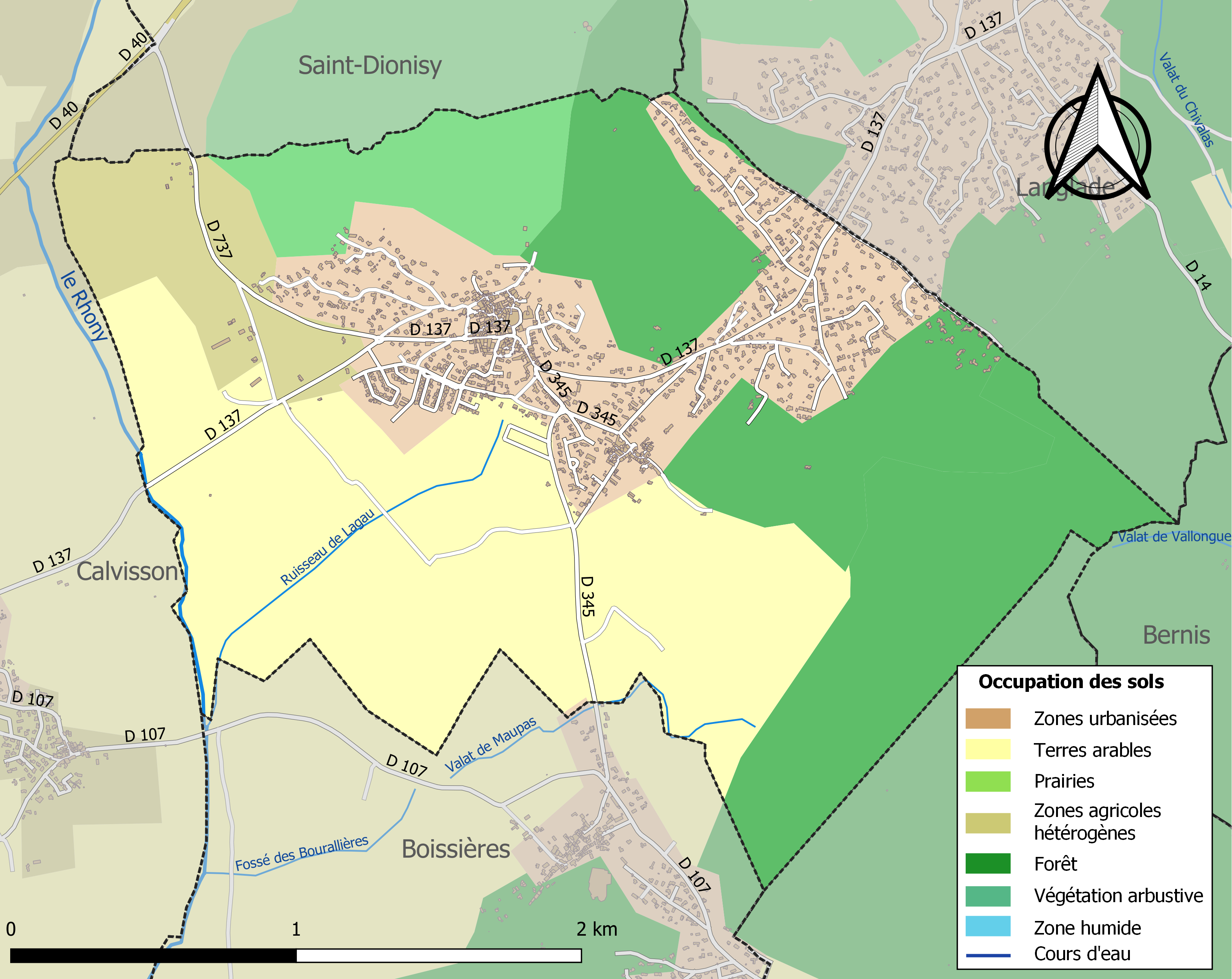
Kaart van de gemeente met belangrijkste infrastructuur, bodemgebruik en omliggende gemeenten

## Demografie
Onderstaande figuur toont het verloop van het inwonertal (bron: INSEE-tellingen).